# فرانك ويبشاوزر
فرانك ويبشاوزر (بالألمانية: Frank Wiblishauser) (18 أكتوبر 1977 بميمينجين في ألمانيا - ) هو لاعب كرة قدم ألماني في مركز الدفاع. شارك مع منتخب ألمانيا الوطني لكرة القدم تحت 15 سنة ‏ ومنتخب ألمانيا تحت 16 سنة لكرة القدم ومنتخب ألمانيا لكرة القدم تحت 18 سنة ومنتخب ألمانيا تحت 21 سنة لكرة القدم ومنتخب ألمانيا الأولمبي لكرة القدم. أما مع النوادي، فقد لعب مع بايرن ميونخ الثاني وبايرن ميونخ ونادي سانت غالن ونادي نورنبرغ ونادي كوبلنتس.

## روابط خارجية
- فرانك ويبشاوزر على موقع قاعدة بيانات كرة القدم.إي يو (الإنجليزية)
- فرانك ويبشاوزر على موقع بيانات كرة القدم. دي إي (الألمانية)
- فرانك ويبشاوزر على موقع عالم كرة القدم.نت (الإنجليزية)